# Uskokowie

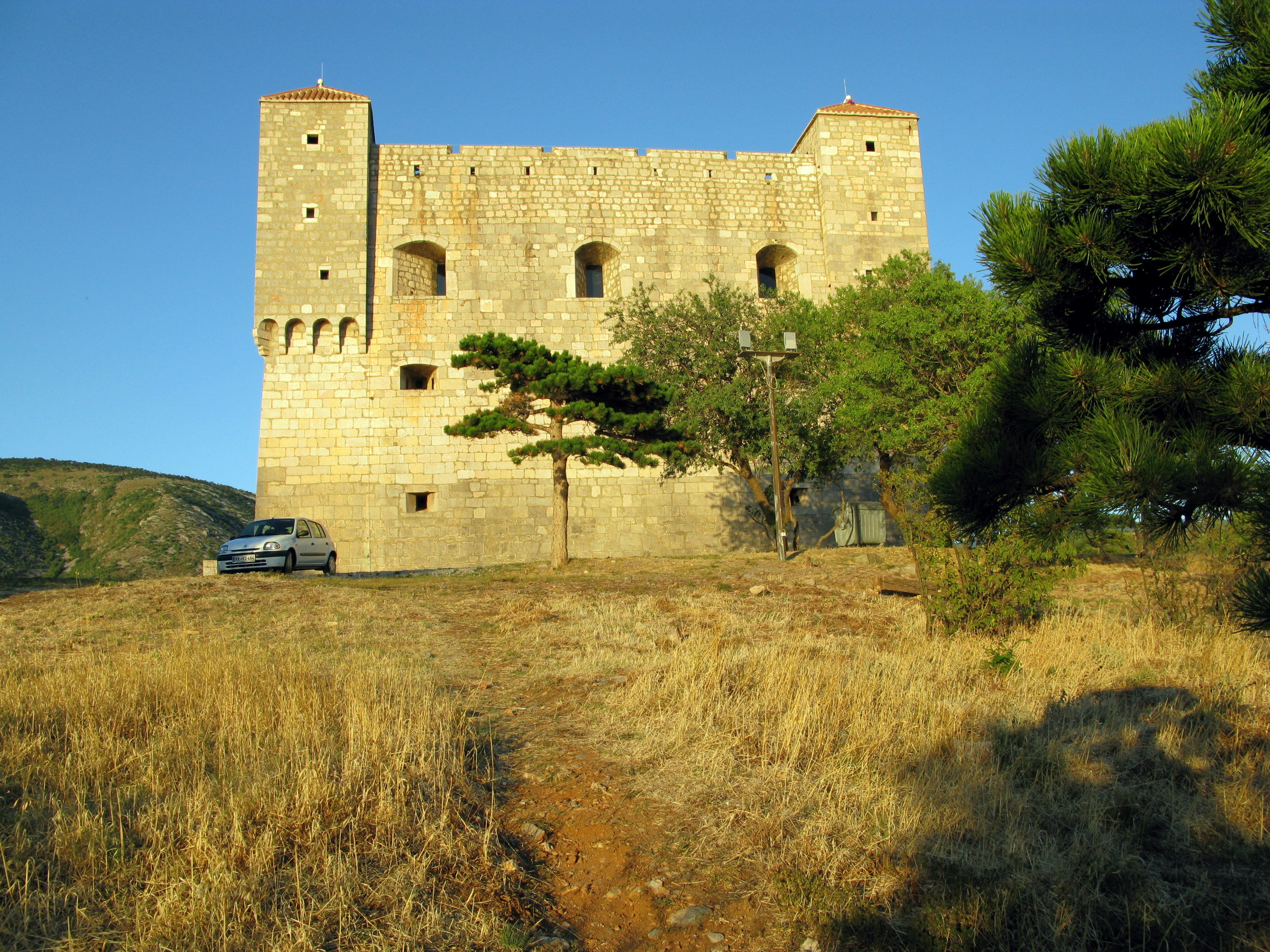
Senj, zamek Nehaj, główna siedziba uskoków

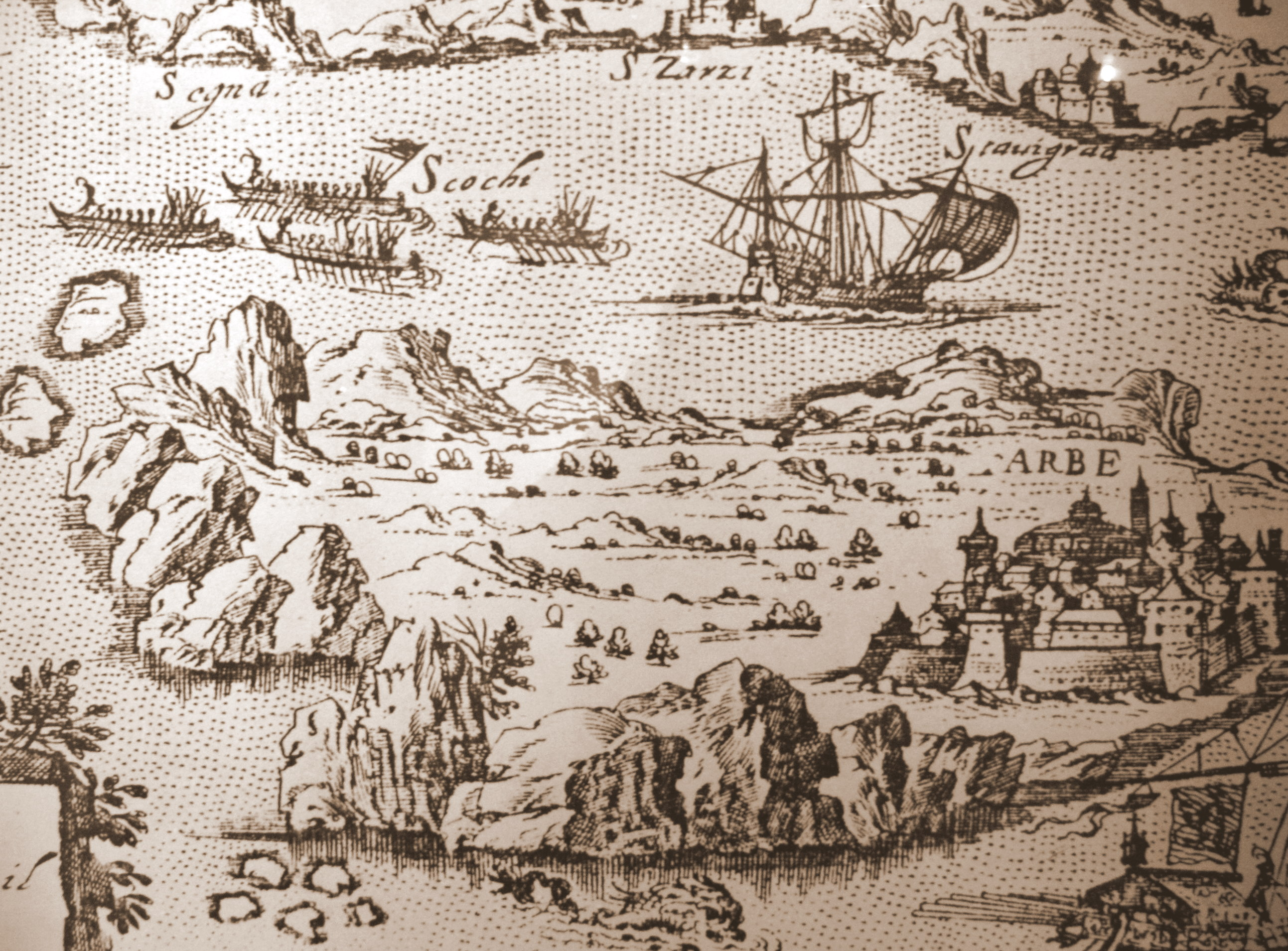
Łodzie uskoków atakują statek (Sztych z ok. 1600 r.)

Uskokowie (język chorwacki Uskoci) – chrześcijańscy zbiegowie, którzy „uskoczyli” w XVI i XVII wieku z terenu Bośni i  przed wojskami tureckimi i schronili się blisko wybrzeża Adriatyku w niedostępnych górach Welebitu. Uskokowie pełnili rolę pogranicznej ludności o charakterze wojskowym, która walczyła z Turkami także w trakcie pokoju. W tym względzie pełnili podobną rolę jak Kozacy w Rzeczypospolitej i podobnie jak Kozacy pływali na niewielkich i ruchliwych łodziach. Uskokowie brali udział w licznych wojnach Habsburgów z Turkami, wspierali także Wenecjan i Hiszpanów – walczyli m.in. w bitwie pod Lepanto (1571).

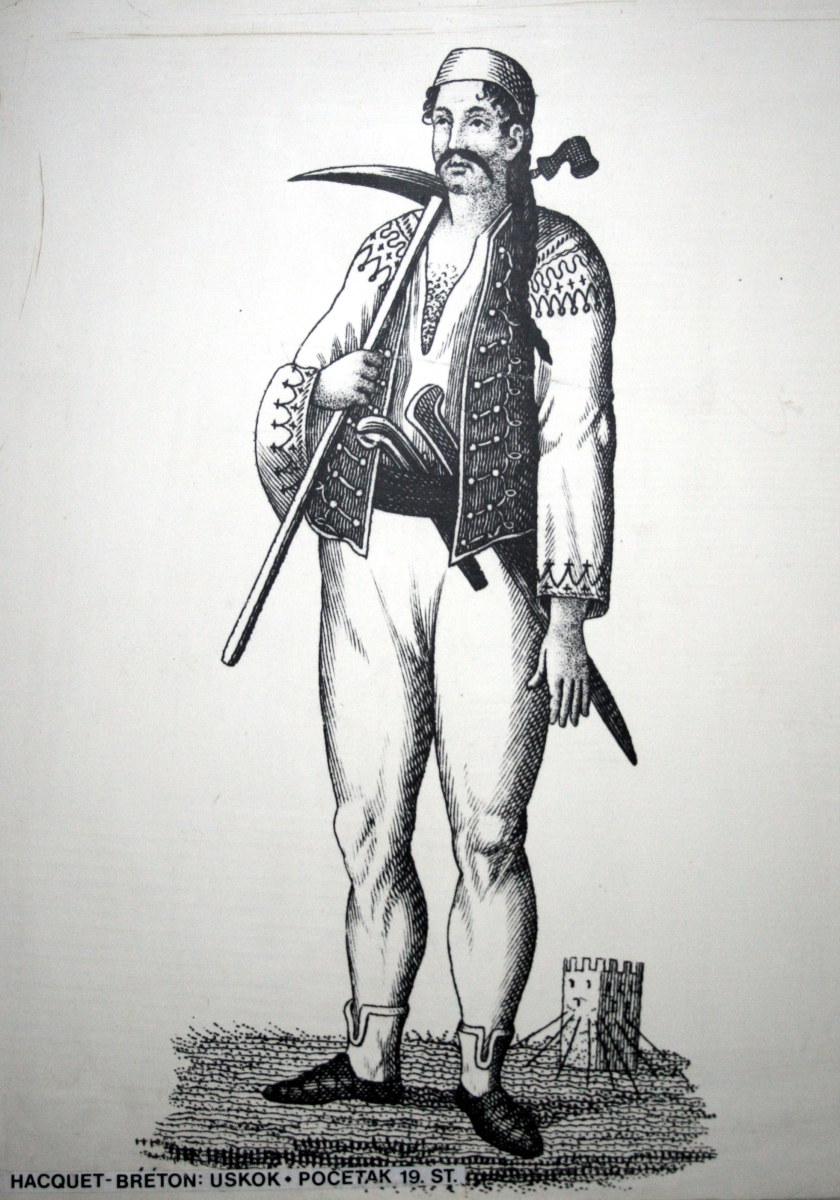
Uskok

Podobnie jak Kozacy byli Uskokowie źródłem napięcia nie tylko między Austrią a Turcją ale także Republiką Wenecką, ponieważ na szeroką skalę uprawiali korsarstwo. Wenecjanie usiłowali ukrócić ich rajdy po Adriatyku, ale wobec ochrony udzielanej uskokom przez Habsburgów austriackich doprowadziło to do wybuchu wojny wenecko-austriackiej (1615–1617). W wyniku mediacji francuskiej zawarto pokój, w wyniku którego Austriacy zobowiązali się nie wspierać więcej korsarstwa uskoków. W 1618 roku Uskokowie zostali zmuszeni do porzucenia pirackich zajęć i przesiedleni w głąb terytorium dzisiejszej Chorwacji.